# Sunjeev Sahota
Sunjeev Sahota (Derby, 1981) is een Brits schrijver met Indiase roots. 

## Biografie
Sahota studeerde wiskunde aan het Imperial College London te Londen en werkte als een softwareontwikkelaar bij het verzekeringsbedrijf Aviva. Hij schreef zijn boeken na zijn werkuren.

## Eerbetoon
- 2015 - Shortlist Man Brooker Prize for Fiction voor The year of the runaways

- Bibliothèque nationale de France: cb165927949 (data)
- Gemeinsame Normdatei: 1015902332
- International Standard Name Identifier: 0000 0001 1849 0851
- Library of Congress Control Number: no2011043951
- Nationale Bibliotheek van Tsjechië: pna2016903212
- Nationale Bibliotheek van Israël: 987007401119805171
- Nederlandse Thesaurus van Auteursnamen: 330632019
- Système universitaire de documentation: 188980199
- Virtual International Authority File: 169626341
- WorldCat: E39PBJrWCTjFf9WG4vBGrBFqcP